# Color LaserWriter
De Color LaserWriter is een serie kleurenlaserprinters met ingebouwde PostScript-interpreter die door Apple Computer verkocht werd van 1995 tot 1997. Met deze printers maakte Apple zijn intrede op het marktsegment van de kleurenprinters. Deze printers waren compatibel met pc's en met de eigen Macintosh-lijn van Apple.
De Color LaserWriters waren bedoeld voor kleine bedrijven of particulieren met hoge kwalitatieve en kwantitatieve printbehoeften. Door de hoge kosten voor zowel aankoop, gebruik, als onderhoud konden de Color LaserWriters echter niet concurreren met vergelijkbare modellen van andere fabrikanten. Daarom besloot Apple om de printers in 1997 weer van de markt te halen.

## Ontwerp
De Color LaserWriter maakt gebruik van Canon printmechaniek en beschikt over een 30 MHz AMD 29030-processor, 8 MB ROM en een werkgeheugen van 12 MB, uitbreidbaar tot 40 MB. De printer heeft uitgebreide aansluitmogelijkheden, waaronder een Ethernet-poort, een parallelle poort en Apple's eigen LocalTalk. Optioneel kunnen ook een interne of meerdere externe SCSI-harddisks aangesloten worden om bijkomende lettertypes op te slaan.
De Color LaserWriter gebruikt PostScript Level 2  en kan afbeeldingen en tekst afdrukken met een maximale resolutie van 600 dpi en een maximale printsnelheid van 12 pagina's per minuut in zwart-wit of 3 pagina's per minuut in kleur.

## Modellen
Beschikbaar vanaf 1 juni 1995:
- Color LaserWriter 12/600 PS:[3] PostScript Level 2 kleurenlaserprinter met 12 MB RAM

Beschikbaar vanaf 1 oktober 1996:
- Color LaserWriter 12/660 PS:[4] PostScript Level 2 kleurenlaserprinter met 16 MB RAM[5]